# Ruth McDevitt
Pour les articles homonymes, voir McDevitt.
Ruth (Thane) Shoecraft (née le 13 septembre 1895 à Coldwater au Michigan, morte le 27 mai 1976 à Hollywood en Californie) est une actrice américaine, connue comme Ruth McDevitt (du nom de son époux).

## Biographie
Au théâtre, Ruth Mc Devitt joue notamment à Broadway (New York) dans quinze pièces entre 1937 et 1965 (plus une comédie musicale en 1948). Mentionnons Picnic (en) de William Inge (1953-1954, avec Ralph Meeker, Eileen Heckart et Paul Newman) et The Best Man (en) de Gore Vidal (1960-1961, avec Melvyn Douglas, Frank Lovejoy et Lee Tracy).
Au cinéma, elle contribue à seulement quatorze films américains, le premier étant The Guy Who Came Back de Joseph M. Newman (1951, avec Paul Douglas et Joan Bennett). Suivent notamment La Fiancée de papa de David Swift (son deuxième film, 1961, avec Hayley Mills et Maureen O'Hara), Les Oiseaux d'Alfred Hitchcock (1963, avec Rod Taylor et Tippi Hedren) et Mame de Gene Saks (son antépénultième film, 1974, avec Lucille Ball et Beatrice Arthur). Ses deux derniers films sortent cette même année 1974.
Pour la télévision, Ruth McDevitt collabore à cinquante-neuf séries américaines entre 1949 et 1975, dont Ma sorcière bien-aimée (trois épisodes, 1967-1970), Mannix (deux épisodes, 1969-1973) et Dossiers brûlants (douze épisodes, 1974-1975).
S'y ajoutent quatorze téléfilms de 1954 à 1976 (année de sa mort), dont Man in the Middle d'Herbert Kenwith (1972, avec Van Johnson et Michael Brandon).

## Théâtre à Broadway (intégrale)
(pièces, sauf mention contraire)
- 1937-1938 : Straw Hat de Kurt Unkelbach : Mme Marks
- 1940 : Young Couple Wanted d'Arthur Wilmurt, mise en scène de Martin Gabel : Mlle Muhlen
- 1940 : Goodbye in the Night de Jerome Mayor, production et mise en scène de George Abbott : une pensionnaire de l'asile
- 1941 : Mr. Big d'Arthur Sheeman et Margaret Shane, mise en scène de George S. Kaufman : Molly Higee
- 1944 : Meet a Body de Jane Hilton, mise en scène de William Castle : Margaret MacGregor
- 1944-1949 : Harvey de Mary Chase : Veta Louise Simmons (remplacement, dates non spécifiées)
- 1948 : Sleepy Hollow, comédie musicale, musique de George Lessner, lyrics et livret de Russell Maloney et Miriam Battista, mise en scène de John O'Shaughnessy et Marc Connelly : Mme Van Tassel
- 1951 : The High Ground de Charlotte Hastings, mise en scène d'Herman Shumlin : Sœur Josephine
- 1952 : Fancy Meeting You Again de Leueen MacGrath et George S. Kaufman, mise en scène de ce dernier : Mme Cornelius
- 1952 : First Lady de Katharine Dayton et George S. Kaufman : Mme Creevey
- 1952-1953 : The Male Animal de James Thurber et Elliott Nugent, mise en scène de Michael Gordon : Mme Blanche Damon (remplacement, dates non spécifiées)
- 1953-1954 : Picnic de William Inge, mise en scène de Joshua Logan : Helen Potts
- 1953-1955 : Une Cadillac en or massif (The Solid Gold Cadillac) d'Howard Teichman et George S. Kaufman, mise en scène de ce dernier : Mme Laura Partridge (remplacement, dates non spécifiées)
- 1956 : Le plus malin s'y laisse prendre (Diary of a Scoundrel) d'Alexandre Ostrovski, adaptation de Rodney Ackland (en) : Mme Glafira Gloumova
- 1960-1961 : The Best Man de Gore Vidal, mise en scène de Joseph Anthony : Mme Gamadge
- 1964-1965 : Absence of a Cello d'Ira Wallach : Emma Littlewood

## Filmographie

### Cinéma (intégrale)
- 1951 : The Guy Who Came Back de Joseph M. Newman : la grand-mère
- 1961 : La Fiancée de papa (The Parent Trap) de David Swift : Mlle Inch
- 1962 : Garçonnière pour quatre (Boys' Night Out) de Michael Gordon : Beulah Partridge
- 1963 : Les Oiseaux (The Birds) d'Alfred Hitchcock : Mme MacGruder
- 1963 : Le Grand Duc et l'Héritière (Love Is a Ball) de David Swift : Mathilda
- 1964 : Dear Heart de Delbert Mann : Mlle Tait
- 1968 : The Shakiest Gun in the West d'Alan Rafkin : Mme Olive Heywood
- 1969 : Angel in My Pocket d'Alan Rafkin : Nadine
- 1969 : The Love God? (en) de Nat Hiken : Mlle Keezy
- 1969 : Change of Habit de William A. Graham : Lily
- 1972 : The War Between Men and Women de Melville Shavelson : la vieille dame
- 1974 : Mame de Gene Saks : la cousine Fan
- 1974 : La Tour des monstres (Homebodies) de Larry Yust : Mme Loomis
- 1974 : Mixed Company (en) de Melville Shavelson : Mlle Bergquist

### Télévision (sélection)
Séries
- 1962 : Le Jeune Docteur Kildare (Dr. Kildare)
  - Saison 2, épisode 1 Gravida One d'Elliot Silverstein : l'infirmière Adele Fromm
- 1963-1964 : Suspicion (The Alfred Hitchcock Hour)
  - Saison 2, épisode 8 The Cadaver (1963 - Mme Fister) d'Alf Kjellin et épisode 24 The Gentleman Caller (1964 - Mlle Emmy Wright) de Joseph M. Newman
- 1964 : Route 66 (titre original)
  - Saison 4, épisode 18 Who in His Right Mind Needs a Nice Girl : Mme Harris
- 1967-1970 : Ma sorcière bien-aimée (Bewitched)
  - Saison 4, épisode 1 Vive la reine ! (Long Live the Queen, 1967) de William Asher : Ticheba
  - Saison 5, épisode 20 Où êtes-vous, belle-maman ? (Mrs. Stephens, Where Are You?, 1969) : Mlle Parsons
  - Saison 7, épisode 10 L'Art d'être grand-père (Samantha's Old Man, 1970) : Millicent
- 1968 : Madame et son fantôme (The Ghost and Mrs. Muir)
  - Saison 1, épisode 13 Love Is a Toothache de Lee Philips : Mme Rodman
- 1969 : Jinny de mes rêves (I Dream of Jeannie)
  - Saison 5, épisode 7 Du sang de génie (The Blood of Jeannie) : Mme Horlick
- 1969-1973 : Mannix
  - Saison 2, épisode 24 Le Mauvais Élève (Merry Go Round for Murder, 1969) : Mlle Jean Johnson
  - Saison 6, épisode 17 Question de principe (A Matter of Principle, 1973) d'Alf Kjellin : Penelope Penhaven
- 1970 : L'Homme de fer (Ironside)
  - Saison 3, épisode 17 Le Paradis qu'il faut quitter (Eden Is the Place We Leave) de Daniel Petrie : la propriétaire
- 1970-1974 : Docteur Marcus Welby (Marcus Welby, M.D.)
  - Saison 1, épisode 26 Rebel Doctor (1970) de John Erman : Mme Emily Pryor
  - Saison 6, épisode 12 Child of Silence (1974) de John Erman : Mme Davis
- 1973-1975 : Les Rues de San Francisco (The Streets of San Francisco)
  - Saison 2, épisode 13 Le troisième âge se rebiffe (Winterkill, 1973) de Seymour Robbie : Maude
  - Saison 4, épisode 5 L'École de la peur (School of Fear, 1975) de William Hale : Mlle Mumford
- 1974 : Kojak, première série
  - Saison 1, épisode 15 Les Receleurs (Deliver Us Some Evil) de Charles S. Dubin : Mme Farenkrug
- 1974 : Un shérif à New York (McCloud)
  - Saison 5, épisode 2 The Gang That Stole Manhattan : la propriétaire
- 1974 : La Petite Maison dans la prairie (Little House on the Prairie)
  - Saison 1, épisode 6 La Veillée funèbre (If I Should Wake Before I Die) de Victor French : la vieille Maddie
- 1974 : Gunsmoke ou Police des plaines (Gunsmoke ou Marshal Dillon)
  - Saison 20, épisode 9 The Tarnished Badge de Michael O'Herlihy : la grand-mère Boggs
- 1974-1975 : Dossiers brûlants (Kolchak : The Night Stalker)
  - Saison unique, 12 épisodes : Emily Cowles
- 1975 : Ellery Queen, à plume et à sang (Ellery Queen)
  - Saison unique, épisode 5 Meurtre dans l'ascenseur (The Adventure of the 12th Floor Express) de Jack Arnold : Zelda Van Dyke

Téléfilms
- 1960 : Ben Blue's Brothers de Norman Z. McLeod : la mère
- 1971 : In Search of America (en) de Paul Bogart : la grand-mère Rose
- 1972 : Man in the Middle d'Herbert Kenwith
- 1972 : The Couple Takes a Wife de Jerry Paris : Mme Flanagan
- 1973 : The Girl Most Likely to... (en) de Lee Philips : la responsable de groupe
- 1974 : Panique dans le téléphérique (Skyway to Death) de Gordon Hessler : la tante Louise
- 1974 : Winter Kill de Jud Taylor : Mildred Young
- 1975 : My Father's House d'Alex Segal : Anna
- 1975 : Man on the Outside de Boris Sagal : Stella Daniels
- 1976 : One of My Wives Is Missing de Glenn Jordan : Rebecca Foster
- 1976 : The Cheerleaders de Richard Crenna : la grand-mère Snow